# Central Saanich
Central Saanich es un municipio de la Columbia Británica ubicado en la península Saanich, en la isla de Vancouver. Forma parte del distrito regional de la Capital así como de la región metropolitana de Victoria, y comprende las colectividades de Saanichton y Brentwood Bay.
La municipalidad es desservie por la carretera 17.

## Historia
La municipalidad ha sido fundada en 1950.

## Turismo
Los jardines Butchart están ubicados sobre la municipalidad, a Brentwood Bay.